# The Stolen Paradise
The Stolen Paradise è un film muto del 1917 diretto da Harley Knoles che aveva come interpreti Ethel Clayton, Edward Langford, Pinna Nesbit, George MacQuarrie, Robert Forsyth, George Cowl. Frances Marion firma il soggetto e la sceneggiatura del film, prodotto dalla Peerless Productions e dalla World Film.

## Trama
Ferito agli occhi mentre si gettava tra le fiamme di un incendio per salvare Katharine, la ragazza amata, David Clifton resta cieco. Katharine lo assiste ma, ben presto, preferisce lasciarlo nelle mani di Joan, una giovane che, innamorata di David, per non dargli un dispiacere, finge di essere sempre Katharine. Quest'ultima, invece, è sentimentalmente coinvolta con un altro, finendo per sposarlo. Intanto David, sempre innamorato e convinto che le amorevoli cure di cui è oggetto siano quelle di Katharine, chiede a Joan di sposarlo. Il loro è un matrimonio felice e si deve alla collaborazione della moglie se David riesce a diventare un noto scrittore. Quando però riacquista la vista, l'inganno cade: all'inizio, pur se grandemente sorpreso, David accetta la cosa perché è pieno di gratitudine e di affetto per colei che gli ha dedicato tutta sé stessa. Ma il ritorno di Katharine, che riappare dopo aver lasciato il marito, sconvolge David, mentre Joan non trova la forza di contrastare la sua rivale. Katharine, però, si rivela indegna di fiducia e David, rabbioso, promette di ucciderla se la scoprirà infedele. È solo grazie a Joan se tutto non finisce in tragedia. David, finalmente, si rende conto di amare la moglie ma lei, prima di perdonarlo, gli chiede di restare separati almeno per un anno.

## Produzione
Il film fu prodotto dalla Peerless Productions e dalla World Film.

## Distribuzione
Il copyright del film, richiesto dalla World Film Corp., fu registrato il 5 giugno 1917 con il numero LU10897.
Distribuito dalla World Film e presentato da William A. Brady, il film uscì nelle sale cinematografiche statunitensi il 18 giugno 1917. In Portogallo, fu distribuito con il titolo Felicidade Roubada il 30 gennaio 1919.
Copie della pellicola sono conservate negli archivi della Library of Congress.